# Трубецкая, Елизавета Эсперовна
Княгиня Елизавета Эсперовна Трубецкая (урождённая княжна Белосельская-Белозерская; 8 ноября 1832 — 17 марта 1907) — фрейлина (1850), хозяйка известного парижского салона. Владелица усадьбы Елизаветино, собиратель материалов о роде Трубецких. Посредница в налаживании русско-французских отношений в 70-е годы XIX века.

## Биография
Елизавета Эсперовна (светское прозвище Lise) была старшей дочерью князя Эспера Белосельского-Белозерского и фрейлины Елены Павловны Бибиковой. Родилась в Петербурге, крещена 3 декабря 1832 года в Казанском соборе при восприемстве графа А. Х. Бенкендорфа, бабки княгини А. Г. Белосельской-Белозерской, графа А. И. Чернышёва и тетки баронессы Е. П. Оффенберг.
Отец её был товарищем М. Ю. Лермонтова по лейб-гвардии Гусарскому полку, привлекался по делу декабристов, но был оправдан. Мать, падчерица графа А. Х. Бенкендорфа, была одной из первых красавиц. Но их семейная жизнь не была счастливой, по отзывам современников «княгиня Белосельская презирала бедного Эспера», о котором остряк великий князь Михаил Павлович говорил, что «у него голова как вытертая енотовая шуба». После его смерти в 1846 году княгиня вышла замуж за археолога и нумизмата князя В. В. Кочубея (1811—1850). В доме которого на Литейном проспектете, 24 и прошла юность Елизаветы Эсперовны. Елена Павловна была нежной матерью, в письме 8 февраля 1841 года её отчим писал: «Маленькая Лизка Еленина нездорова, что очень мучает милую мать и мешает ей участвовать в балах».
В 18 лет была принята фрейлиной ко двору великой княгини Марии Александровны. 26 сентября 1851 года княжна Белосельская была выдана замуж за князя Петра Никитича Трубецкого (1826—1880), сына князя Никиты Петровича Трубецкого (1804—1855) и Александры Александровны Нелидовой (1807— 1866). Князь приходился племянником декабристам С. П. Трубецкому и П. П. Трубецкому. В 1852 году Петр Никитич приобрёл для жены усадьбу, расположенную в деревне Дылицы. Усадьба получила более благозвучное название Елизаветино, в честь императрицы Елизаветы Петровны, когда-то бывавшей в ней. Княгиня перестроила усадьбу, архитектор Гаральд Боссе выполнил новый усадебный дом. Во Владимирской церкви с 1852 года в находилась семейная усыпальница Трубецких. В усадьбе княгиня жила исключительно летом. Остальное время она проводила в Санкт-Петербурге или за границей. Усадьбой княгиня владела до своей смерти.

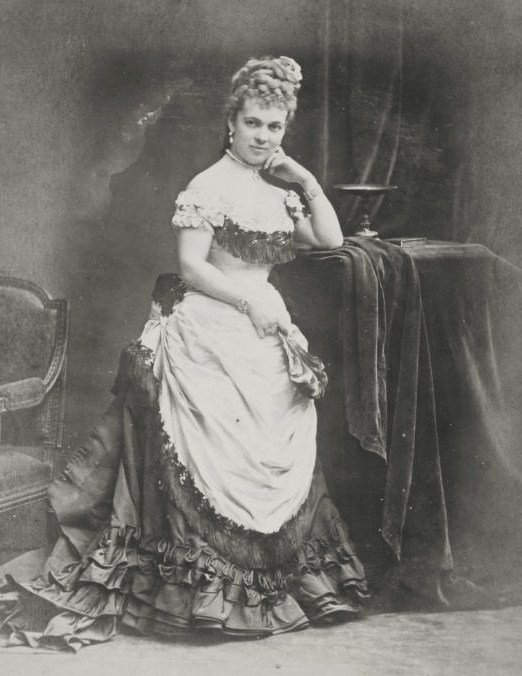
Елизавета Эсперовна Трубецкая

Положение и семейные связи Белосельских-Белозерских и Трубецких позволили Елизавете Эсперовне занять достойное место в свете. Её тетка, Зинаида, была в своё время хозяйкой известного литературного салона, который посещали многие известные писатели (Мицкевич, Баратынский, Веневитинов, Девитте), бывал там и А. С. Пушкин. Не последнее место занимала и Елена Павловна Кочубей, которую княгиня Екатерина Радзивилл в своей книге «Behind the Veil at the Russian Court» назвала «одной из выдающихся женщин XIX века. Во время Второй империи княгиня Трубецкая жила с семьей в Париже, где держала салон. Она была другом Тьера, Руэра, Лагероньера, лорда Пальмерстона и Горчаков. По словам современника:
Маленького роста, блондинка, не красавица, но хорошо сложенная, похожая на маркизу эпохи Людовика XV, хорошо одаренная, образованная, с большим умом, пикантная и оригинальная, в Париже Трубецкая создала себе физиономию и роль, которые помогали ей поддерживать своё самолюбие. Все считали, что она знала все последние новости. Все, кто с нею говорил, не мог ею нахвалиться.

После возвращения в Россию в своем петербургском особняке (теперь ул. Чайковского) княгиня Трубецкая, которая по словам П. В. Долгорукова была «крошечная ростом, но исполин честолюбием», тоже держала салон, который посещали многие известные политики: князь Кочубей, Дурново и другие. Английский дипломат сэр Горацио Румбольд вспоминал:
Вблизи от нас, на Сергиевской, жила княгиня Лиза Трубецкая, с которой я сблизился еще в Бадене. Умная, несколько жеманная и язвительная, «Lison», как её обыкновенно звали, играла видную роль в Петербурге. Политические сплетни для каждого дипломата главное кушанье, а в салоне Трубецкой сосредотачивались наисвежайшие слухи.

Трубецкая любила роскошную жизнь, денег не считала и устраивала блестящие балы, которые посещал сам государь и члены царской фамилии. Она не терпела конкуренции, современники вспоминали случаи, когда она, чтобы затруднить другим устройство бала, скупала цветы по высокой цене сразу во всех садоводствах Петербурга и его окрестностях. 

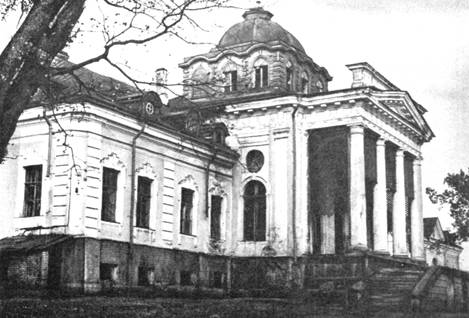
Усадьба Елизаветино под Гатчиной

Эти непомерные траты привели к тому, что Трубецкие были вынуждены сдавать дом, перестроенный и обновлённый модным архитектором Гаральдом Боссе, в наём. В 1874 году особняк был продан зятю, князю Демидову, но уже в следующем году перепродан Василию Львовичу Нарышкину).
В 1877 году князь Трубецкой ослеп, а в 1880 году скончался в возрасте 54 лет от заражения крови и был похоронен во Владимирской церкви в усадьбе Елизаветино рядом со своим малолетним сыном Сергеем. После смерти мужа Елизавета Эсперовна стала больше проводить времени за границей, жила во Франции, где держала политический салон. Княгиня Радзивилл писала про «знаменитую княгиню Лизу или Лизон Трубецкую, чей салон одно время был столь значим в Париже во времена президентства мсье Тьера». Княгиня состояла в переписке со многими политическими деятелями того времени: Гизо, Пальмерстоном, Тьером, князем Горчаковым. В архивах сохранилась обширная переписка княгини, до сих пор используемая историками в качестве источника о той эпохе. Причем речь в письмах шла не только о политике и государственных делах: в числе корреспондентов княгини фигурируют Тютчев, Лев Толстой и Тургенев. Её называют «связующим звеном в тандеме Горчаков-Тютчев».
После того, как дочери удачно вышли замуж, княгиня взяла на воспитание дочь псаломщика дылицкой церкви и воспитывала её до 15-16 лет; позднее её отец пытался шантажировать Трубецкую и отобрал у неё ребёнка. Потом она взяла на воспитание Шуру Константинова, сына сторожа, скончавшегося в возрасте 10 лет во Франции и похороненного вместе с родными княгини.
В старости Елизавета Эсперовна больше времени проводила в своем имении. Один из местных жителей вспоминал:
«Крестьяне называли чудаковатую, на их взгляд, княгиню барыней и, пользуясь случаем, под разными предлогами приходили к дворцу с поздравлениями, чтоб получить подарки… Княгиня в хозяйстве ничего не понимала и не желала понимать. Если ей приходила иногда в голову фантазия вмешаться в хозяйство, то от этого получалась только путаница, Управляющие менялись часто и, набив карманы, безнаказанно уходили. Княгиню постоянно обманывали и в особенности в последние 2-3 года жизни, когда у неё очень ослабла память. Если в имении не было коров, ей показывали чужое стадо. Много рассказов ходило о всевозможных проделках её служащих…»
Здоровье княгини ухудшалось, и осенью 1906 года она уже не смогла отправиться за границу. В Санкт-Петербурге родные сняли для неё квартиру. В марте 1907 года Елизавета Эсперовна скончалась от паралича сердца. После отпевания в Благовещенской церкви Конногвардейского полка её прах был перевезен в Елизаветино и похоронен в фамильном склепе рядом с мужем и детьми во Владимирской церкви.

## Состояние

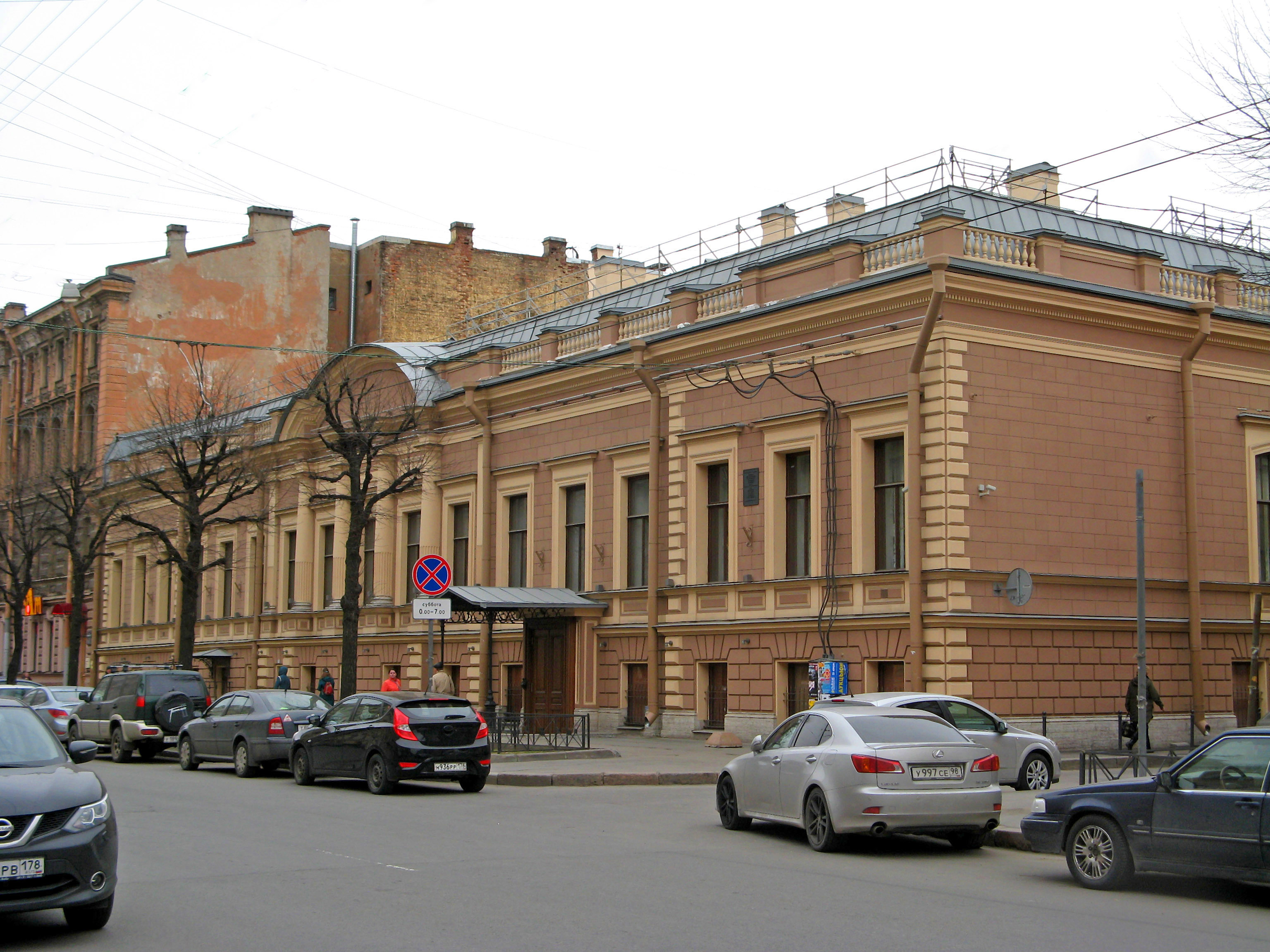
Особняк Трубецких в Санкт-Петербурге, на улице Чайковского (дом 29).

Через свою прабабку, Екатерину Ивановну, Елизавета Эсперовна была наследницей одного из богатейших купцов Ивана Мясникова. После смерти бабушки Анны Григорьевны к Эсперу Александровичу и его наследникам перешли Катав-Ивановский и Усть-Катавский завод. 8 ноября 1861 года княгиня Елена Павловна Кочубей, Елизавета Эсперовна, Ольга Эсперовна Шувалова и князь Константин Эсперович Белосельский-Белозерский обратились в Департамент горных и соляных дел с прошением «о сообщении 2-му Департаменту С.Петербургской Палаты гражданского суда, согласия на совершение акта, по коему они по добровольному соглашению предоставляют доставшиеся им по наследству после статс-дамы княгини Анны Григорьевны и генерал-майора князя Еспера Александровича Белосельского горнозаводское имение чугуноплавиленные и железоделательные заводы Катав-Ивановские и Усть-Катавские с принадлежащими к ним деревнями, рудниками и лесами в количестве 200 тыс. десятин, состоящие в Оренбургской губернии и Уфимском уезде, в единственное владение сына генерал-майора князя Константина Есперовича Белосельского-Белозерского, получая от него взамен следующих им по закону указанных частей выдел деньгами». Сёстры Елизавета Эсперовна Трубецкая и Ольга Эсперовна Шувалова сразу получили по 155 тысяч 301 рублю 17 копеек и в течение семи лет должны были получать ещё по 350 тысяч рублей серебром каждая.

## Семья

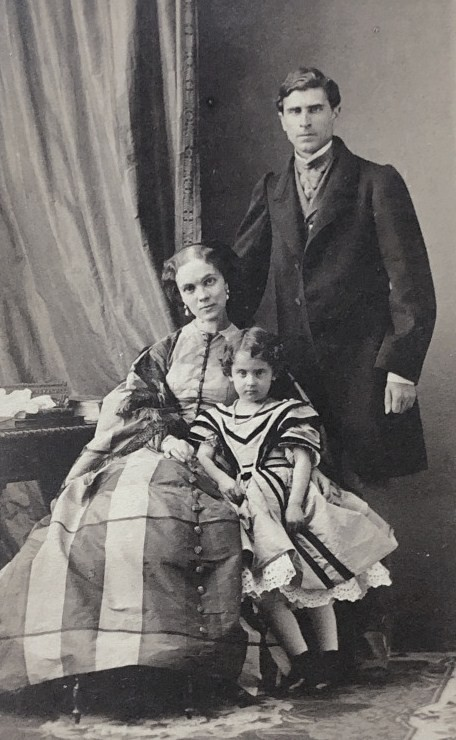
Семья Трубецких (1859)

В браке с князем Петром Никитичем Трубецким родилось 6 детей (2 сына и 4 дочери):
- Елена Петровна (1852—1917), с 21 мая 1871 года вторая супруга П. П. Демидова, князя Сан-Донато (1839—1885);
- Сергей Петрович (1854—1855);
- Александра Петровна (24.11.1857[17]—1949[18]), родилась в Париже, крещена 10 декабря 1857 года в церкви Александра Невского при русском посольстве при восприемстве  дяди К. Э. Белосельского-Белозерского, княгини А. А. Трубецкой и княжны М. В. Кочубей; супруга шталмейстера Владимира Николаевича Охотникова (1847—1917), который унаследовал Елизаветино;
- Ольга Петровна (09.04.1860[19]—1887), родилась в Париже, крещена 19 апреля 1860 года в церкви Александра Невского при русском посольстве, крестница князя П. П. Трубецкого и графини О. Э. Шуваловой.
- Александр Петрович (11.11.1866[20]—1912 или 1917), крещен 10 декабря 1866 года в Сергиевском соборе при восприемстве князя А. Н. Волконского, дяди К. Э. Белосельского-Белозерского и княгини Е. Н. Голицыной; благотворитель, жил с крестьянкой Василисой (Вассой) Владимировной Шихматовой (ум. 1939), от которой имел сына Александра, умершего в детстве. По требованию сестёр над ним была установлена опека, позднее он был насильно помещён в психиатрическую лечебницу[11];
- Мария Петровна (01.06.1870[21][22]—1954), крещена 13 июня 1870 года в Царскосельском придворном соборе при восприемстве графа П. А. Шувалова и графини С. И. Борх; супруга графа Алексея Алексеевича Белёвского-Жуковского (1871—1932), внебрачного сына великого князя Алексея Александровича.

## Благотворительная деятельность
В 1839 году на средства Елены Павловны в Рождественской части Санкт-Петербурга, где проживали бедняки, был открыт приют для детей, который был назван «Приютом княгини Е. П. Белосельской-Белозерской». В нём содержались около 80-ти детей. Позднее Е. Э. Трубецкая была в нём помощницей попечительницы. В 1893 году заведение было переименовано в «Приют княгинь Белосельских-Белозерских». В 1868 году Елизавета Эсперовна стала председательницей «Общества бесплатной раздачи хлеба», организованного в связи с голодом в северных и центральных районах России. Его целью была раздача неимущим бесплатных билетов на хлеб, которые отоваривались в городских хлебопекарнях. Деньги собирались на благотворительных концертах и маскарадах (за первый год сущестствования общество собрало 7000 рублей и раздало около 200000 фунтов хлеба). Так же были устроены несколько дешевых чайных в разных частях города.

## Творчество
Елизавета Эсперовна занималась музыкой и литературным трудом.
В 1867 году в издательстве Бернард были опубликованы «Два романса: Для голоса с фортепиано», написанные княгиней Трубецкой.
В 1891 году в Москве вышла книга Елизаветы Эсперовны Трубецкой «Сказание о роде князей Трубецких», представлявшая собой поколенную роспись и краткие биографии некоторых представителей рода Трубецких с 1400 года до конца XIX века с изображением и описанием княжеского герба, с указанием алфавитного указателя членов рода. Книга является библиографической редкостью.
Княгиней Трубецкой были изданы письма фрейлины Нелидовой, которая была родственницей её мужа. Это издание «Переписка Её Величества императрицы Марии Фёдоровны с мадемуазель Нелидовой, её фрейлиной (1797—1801), сопровождаемая письмами мадемуазель Нелидовой князю А. Б. Куракину, опубликованная княгиней Лизой Трубецкой» позднее было раскритиковано графом В. П. Зубовым в книге «Павел I»:
Отдельно всё же нужно сказать о публикации княгини Трубецкой, чтобы предостеречь читателя от ошибок, которые могут возникнуть при некритичном подходе к этой книге. Княгиня по мужу была двоюродной внучкой мадемуазель Нелидовой и являлась обладательницей её писем. Она напечатала этот ценный материал в отчаянной спешке с неверными датами и множеством опечаток. Введение к книге, написанное ею, полно исторических заблуждений, основанных, вероятно, на семейных преданиях, которые в большинстве случаев оказались ошибочными.

## В искусстве
- Известен портрет княгини Трубецкой в 25-летнем возрасте работы Ф. К. Винтерхальтера.
- Стихотворение Ф. И. Тютчева «В Риме» имело заглавие — «В альбом княгини Т. (перевод с французского)».

### Комментарии
1. ↑  В ряде источников встречаются даты 1840—1908
2. ↑  Имя княгини упомянуто в одном из номеров журнала «Столица и усадьба» в статье «Русские дамы, блиставшие в Париже во время Второй империи.»
3. ↑  Сергей Трубецкой был женат на графине Екатерине Лаваль, двоюродной сестре отца Елизаветы, Эспера Александровича
4. ↑  Е. Радзивил писала (с.138): «англ. The Princess Helene Kotchoubey was one of the remarkable women of the nineteenth century»
5. ↑  В 2012 году в реконструируемом особняке Нарышкиных-Трубецких был найден самый большой в истории Петербурга клад, состоявший из 40 мешков со столовым серебром, принадлежавшим Нарышкиным[12]
6. ↑  англ. and the famous Princess Lise, or Lison Troubetzkoy, whose salon had at one time so much importance in Paris during the Presidency of M. Thirs